# Hans Joachim von Grünthal

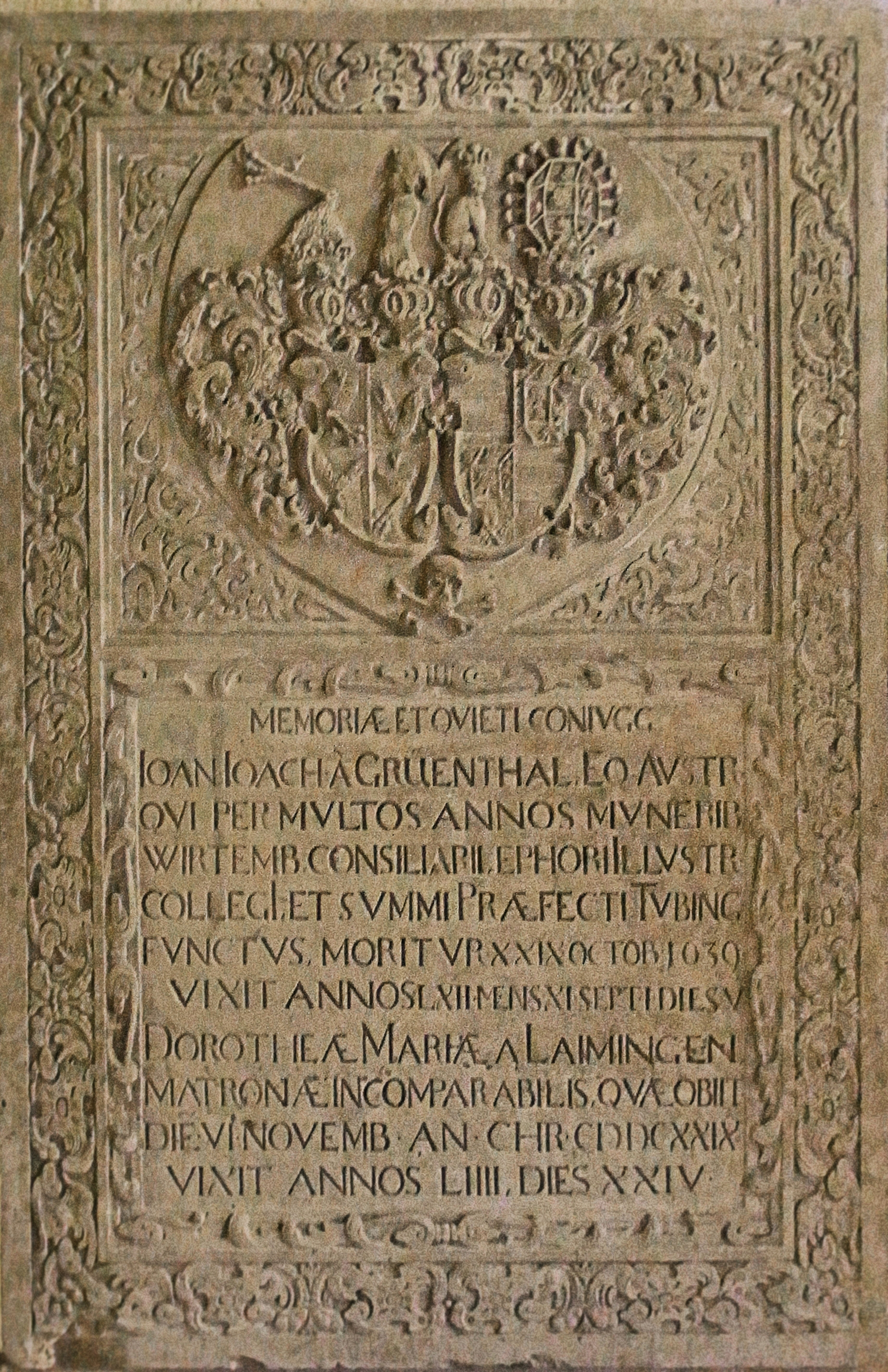
Grabplatte von Hans Joachim von Grünthal (1576–1639) und Dorothea von Laymingen (1575–1629) in der Tübinger Stiftskirche

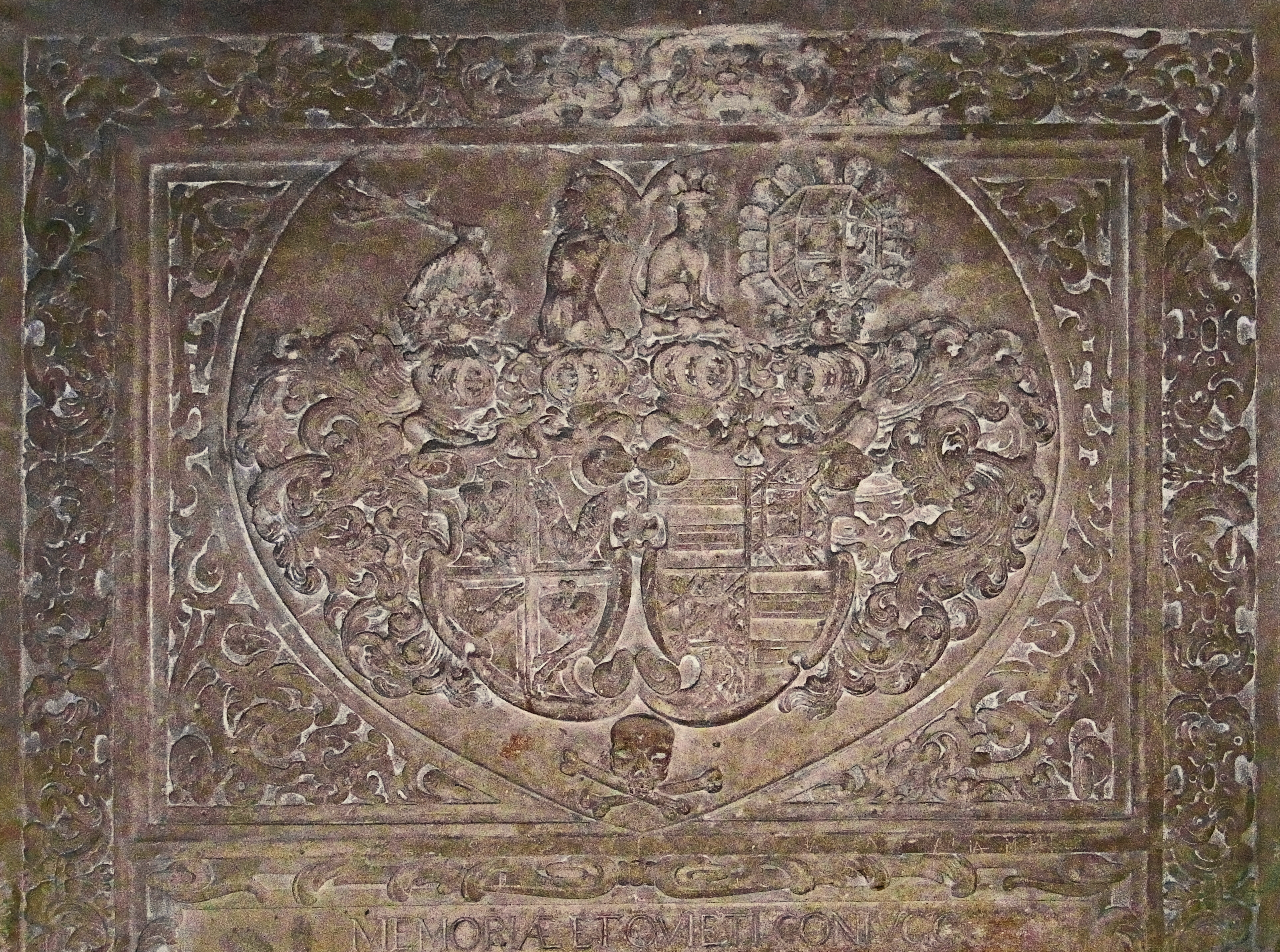
Ausschnitt aus der Grabplatte in der Tübinger Stiftskirche

Hans Joachim von Grünthal (* 17. November 1576; † 29. Oktober 1639) war württembergischer Rat, Oberhofmeister des Tübinger Collegium illustre und Obervogt in Tübingen.

## Leben und Wirken
Hans Joachim (auch Johann Joachim) entstammte dem Adelsgeschlecht Grienthal/Grünthal. Er war das fünfundzwanzigste und letzte Kind seines Vaters Wolfgang von Grienthal und mit dessen zweiter Gattin Ursula Kölnpöck. Hans Joachim wurde 1599 in Tübingen Hofmeister der Herzoge Philipp und Albert zu Holstein. 1600 wird er Rat und Oberst-Hofmeister des Herzogs Johann Friederich von Württemberg und württembergischer Gesandter am Hof von Kaiser Rudolf II., Matthias und Ferdinand II. Dieser macht Hans Joachim 1625 (mit Diplom vom 4. Juli 1625 in Neustadt) zum kaiserlichen Pfalz- und Hofgrafen (Comes palatinus).
Er wurde 1606 Rektor des Collegium illustre von Tübingen und setzte die von seinem Fürsten entwickelte Idee einer Ritterakademie um. Er begann einen systematischen Werbefeldzug für die Ausbildungsstätte, indem er Broschüren mit einem Bild des Collegiums und dessen neue Statuten im Reich verteilen ließ. In diesen Statuten zeigte sich eine Verschiebung des Schwergewichtes im Bildungsbereich von religiösen zu ritterlichen Zielsetzungen. Fremdsprachen und Rhetorik bekamen mehr Gewicht, in den juridischen Vorlesungen wurden Reichs- und Lehensrecht gelesen. Grünthals Reform erwies sich als erfolgreich.

## Familie
Hans Joachim von Grünthal, Herr zu Kremseck, Harteneck und Dußlingen in Schwaben, war verheiratet mit Dorothea Maria von Laymingen (1575–1629), der Tochter des Erasmus von Laimingen, Herr in Neu-Laimingen, Lindach, Rottenegg und Degersbach, Erbschenk des Hochstifts Regensburg, herz. württemb. Rat, und der Agnes von Plüming/Plieming. Dorothea war Hofdame am herzoglich-württembergischen Hof. Die sechs Kinder sind alle jung verstorben. Das gemeinsame Grabmal ist heute noch in der Tübinger Stiftskirche erhalten. Sein 1636 verstorbener Sohn Wolf Erasmus ist in der Stadtkirche Balingen begraben.